# Pascal Soriot
Pascal Soriot (23 de maio de 1959) é um empresário francês.
Ele é o atual CEO da multinacional farmacêutica anglo-sueca AstraZeneca desde outubro de 2012.

## Biografia
Soriot nasceu na França e estudou medicina veterinária na École nationale vétérinaire d'Alfort. Posteriormente, completou um MBA na HEC Paris. Em 1996 tornou-se gerente geral da empresa química Hoechst Marion Roussel na Austrália. Em 2000 foi nomeado diretor de operações da Aventis USA, empresa farmacêutica que mudou seu nome para Sanofi em 2004. Em 2006 ingressou profissionalmente na Roche, ocupando o cargo de CEO de sua subsidiária Genentech.
Em 2012 ingressou na AstraZeneca como CEO.
Durante a pandemia de COVID-19 em 2020, Soriot atuou como porta-voz da empresa no desenvolvimento de uma potencial vacina contra a doença.